# Occupation française et britannique des Indes orientales néerlandaises
 (mars 2024).
L'occupation française et britannique des Indes orientales néerlandaises s'est déroulée entre 1806 et 1816. La France a gouverné entre 1806 et 1811, tandis que les Britanniques ont pris le relais de 1811 à 1816, avant de rendre le contrôle aux Néerlandais en 1816.
La chute des Provinces-Unies en 1795 et de la République batave en 1806, république sœur de la République française au profit d'une annexion par l'Empire français ainsi que la dissolution de la Compagnie néerlandaise des Indes orientales (VOC) ont entraîné de profonds changements dans l'administration coloniale européenne des Indes orientales, l'une des guerres napoléoniennes s'étant déroulée à Java, l'invasion britannique de l'île. Cette période, qui a duré près d'une décennie, a été le témoin d'un énorme changement à Java, avec la mise en place de projets d'infrastructure et de défense vigoureux, suivis de batailles, de réformes et de changements majeurs dans l'administration de la colonie.

## Historique

### Occupation française (1806-1811)
1806–1811
Entités précédentes :
- Indes orientales néerlandaises

Entités suivantes :
- Occupation britannique des Indes orientales néerlandaises

En 1806, le roi Louis Bonaparte de Hollande envoie l'un de ses généraux, Herman Willem Daendels, en tant que gouverneur général des Indes orientales basé à Java. Daendels a été envoyé pour renforcer les défenses javanaises contre une invasion britannique perçue comme imminente.
Le 5 janvier 1808, Herman Willem Daendels arrive dans la ville de Batavia (aujourd'hui Jakarta) et relève l'ancien gouverneur général, Albertus Wiese. Il a mobilisé de nouvelles forces, construit de nouvelles routes à l'intérieur de Java et amélioré l'administration interne de l'île.
Le régime de Daendels est dur et martial, la colonie se préparant alors à la menace britannique. Il construit de nouveaux hôpitaux et de nouvelles casernes, de nouvelles usines d'armement à Surabaya et à Semarang, ainsi qu'un nouveau collège militaire à Batavia. Il démolit le château de Batavia et le remplace par un nouveau fort à Meester Cornelis (aujourd'hui Jatinegara), et construit le fort Lodewijk à Surabaya. Cependant, sa réalisation la plus connue est la construction de La Grande Route (en indonésien : Jalan Raya Pos) à travers le nord de Java, d'Anjer à Panaroecan.
Cette route est aujourd'hui la principale route de l'île de Java ; certains tronçons de la route qui traversent la côte nord de Java font désormais partie de Jalur Pantura. La route de mille kilomètres a été achevée en un an seulement, au cours duquel des milliers de travailleurs forcés javanais ont trouvé la mort. Le major William Thorn a écrit qu'environ 12 000 indigènes auraient péri pendant la construction.
Le règne du roi catholique Louis Bonaparte aux Pays-Bas a mis fin aux discriminations religieuses séculaires à l'encontre des catholiques, tant aux Pays-Bas que dans les Indes orientales. Auparavant, les Pays-Bas ne favorisaient que le protestantisme. Les catholiques se voient accorder la liberté de culte dans les Indes orientales néerlandaises, bien que cette mesure soit principalement destinée aux catholiques européens, puisque Daendels gouverne sous l'autorité de la France napoléonienne. Cette liberté religieuse sera consolidée plus tard par Stamford Raffles.

De Grote Postweg, ou la Grande Route postale, traversant Java, construite en 1808 par l'administration coloniale néerlandaise sous contrôle français.

Daendels, connu pour être un fervent francophile, a construit un nouveau palais de gouverneur général dans une version plus petite du style château de Versailles à Batavia, connu sous le nom de palais de Daendels ou Witte Huis (Maison Blanche). C'est aujourd'hui le bureau du ministère indonésien des Finances, situé à l'est de Lapangan Banteng (Waterlooplein).
Le règne de Daendels a permis l'adoption complète du droit continental dans le système juridique colonial des Indes orientales néerlandaises, conservé jusqu'à aujourd'hui dans le système juridique indonésien. Le droit indonésien est souvent décrit comme faisant partie du "droit civil" ou du groupe de systèmes juridiques "continentaux" que l'on trouve dans des pays européens tels que la France et les Pays-Bas.

### Occupation britannique (1811-1816)
(mars 2024).